# Serrungarina
Serrungarina (im örtlichen Dialekt Sungarina) ist ein Ort in der Provinz Pesaro und Urbino in den Marken. Serrungarina gehört zur Gemeinde Colli al Metauro.

## Geografie
Serrungarina liegt etwa 18,5 Kilometer südsüdwestlich von Pesaro und etwa 19 Kilometer ostnordöstlich von Urbino. Serrungarina gehört zur Comunità montana del Metauro. Der Metauro bildete die südöstliche Gemeindegrenze. Der Ort liegt auf einer Höhe von 209 m s.l.m.
Nachbargemeinden von Serrungarina waren Cartoceto, Mombaroccio, Monteciccardo, Montefelcino, Montemaggiore al Metauro, Orciano di Pesaro, Saltara und Sant’Ippolito.

## Geschichte
Die Gemeinde Serrungarina wurde am 1. Januar 2017 mit Montemaggiore al Metauro und Saltara zur neuen Gemeinde Colli al Metauro zusammengeschlossen, sie bestand aus den Fraktionen Bargni, Pozzuolo und Tavernelle und hatte 2634 Einwohner (Stand 31. Dezember 2015) auf einer Fläche von 22,98 km².
Schutzpatron ist Antonius der Große.

## Verkehr
Durch die Gemeinde führt die Strada Statale 73 bis di Bocca Trabaria (zugleich E78) von San Giustino nach Fano.